# Purpuricenus dalmatinus
Purpuricenus dalmatinus là một loài bọ cánh cứng trong họ Cerambycidae.